# Leptotyphlops pitmani
Espèce
Synonymes
- Leptotyphlops scutifrons pitmani 
Broadley, & Wallach, 2007

Leptotyphlops pitmani est une espèce de serpents de la famille des Leptotyphlopidae.

## Répartition
Cette espèce est endémique d'Ouganda. Elle se rencontre vers 1 600 m d'altitude.

## Étymologie
Cette espèce est nommée en l'honneur de Charles Robert Senhouse Pitman.

## Publication originale
- Broadley, & Wallach, 2007 : A revision of the genus Leptotyphlops in northeastern Africa and southwestern Arabia (Serpentes: Leptotyphlopidae). Zootaxa, n. 1408, p. 1–78.